# 瑞典軍事博物館

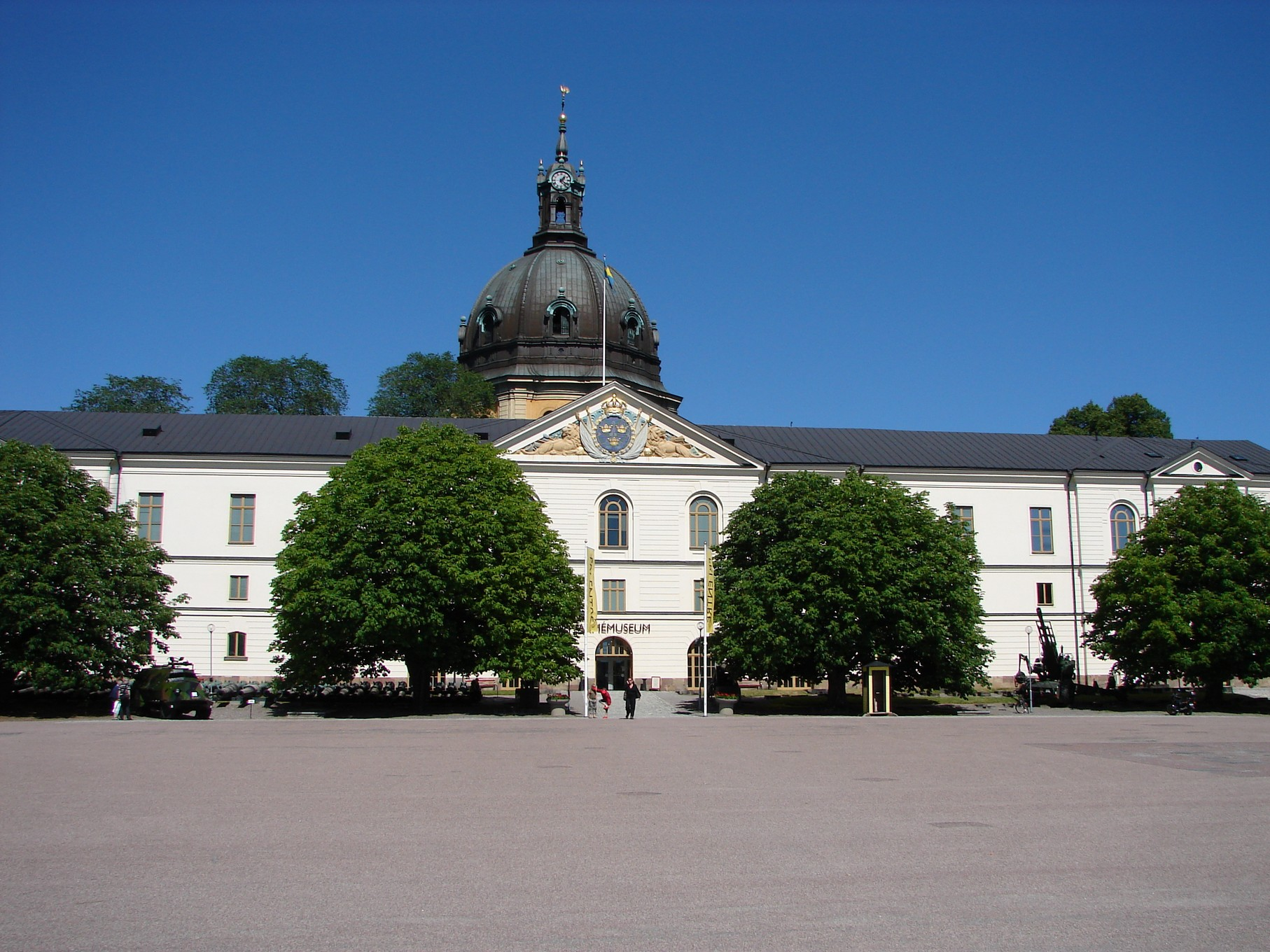
瑞典軍事博物館

瑞典軍事博物館（瑞典語：Armémuseum）是瑞典首都斯德哥爾摩的一座軍事博物館。

## 历史
經過長時間的關閉之後，在2002年重新開幕，並在2005年獲得斯德哥爾摩最佳博物館獎。博物館展示瑞典的軍事史，以及瑞典的中立政策。

## 外部連結
- Website of the Swedish Army Museum （页面存档备份，存于）

59°20′05″N 18°04′49″E / 59.33472°N 18.08028°E